# Жак II де Бурбон (граф де Ла Марш)
Жак II де Бурбон (фр. Jacques II de Bourbon, 1370 — 23 сентября 1438) — граф де Ла Марш (1393—1435), граф Кастра (1403—1435), сын Жана де Бурбон, графа де Ла Марш и Екатерины, графини Вандома и Кастра.

## Биография
Участвовал в крестовом походе, организованный Жаном Бесстрашным, герцогом Бургундии против турок и который закончился поражением при Никополе в 1396 году.
По возвращении во Францию ему было поручено привести подкрепления Оуэну Глендоверу, вождю восстания в Уэльсе, поднятого против короля Генриха IV Английского. Задержавшись при королевском дворе, он не сразу присоединился к своим войскам. Им был захвачен и разграблен остров Плимут. На обратном пути потерял двенадцать кораблей в буре (1404).
В 1411 году присоединился к Жану Бесстрашному в гражданской войне против Арманьяков.
Между тем королева Джованна II подыскивала себе очередного мужа и выбор её пал на Жака. Он прибыл в Неаполь в 1415, сочетался браком с королевой и был коронован, как соправитель Неаполитанского королевства. После четырёх лет супружества Жак попытался подчинить королевство себе и стать полновластным королём, однако, его затея провалилась и он вернулся во Францию.
В 1428 участвовал на стороне Карла VII Французского в войне против англичан и был назначен губернатором Лангедока.
В 1435 удалился от света и стал монахом-францисканцем в Безансоне, где и скончался спустя три года.

## Семья и дети
1-я жена: (с 14 сентября 1406, Памплона) Беатриса Наваррская (1392—1414), инфанта Наварры, дочь короля Наварры Карла III Благородного и Элеоноры Кастильской. Три дочери:
- Изабелла (1408—1445), монахиня в Безансоне.
- Мария (1410—1445), монахиня в Амьене.
- Элеонора (1412—1463), графиня де Ла Марш и де Кастр с 1435; муж: с 1429 Бернар д’Арманьяк (1400—1455/1462), граф де Пардиак.

2-я жена: (с 1415, Неаполь) Джованна II, королева Неаполя. Детей не имели.